# Bandera de Malaca

Bandera del estado malayo de Melaca

La bandera de Malaca es la bandera del estado malayo de Malaca. Rojo, blanco, amarillo y azul, que son los colores de la bandera de Malasia, también se utilizan en la bandera de Malaca. Esto demuestra que Malaca es un estado miembro de Malasia. La estrella y la media luna representan el Islam, la religión del estado y de la nación. El cuarto superior izquierdo tiene un fondo azul marino con una media luna y una estrella de cinco puntas de oro. El cuarto superior derecho es de color rojo y la mitad inferior es de color blanco.
- Datos: Q4486900
- Multimedia: Flags of Melaka / Q4486900